# 朱台涍
真寧榮僖王朱台涍（1487年—1515年），明朝慶藩第四代真寧王，真寧溫穆王朱寘䥵的嫡長子。

## 生平
弘治元年（1488年）四月，獲賜名台涍。後封真寧長子，於弘治十五年（1502年）二月獲賜誥命、冠服。同年十一月，真寧溫穆王朱寘䥵去世。弘治十八年（1505年）十二月，朱台涍襲封真寧王。
正德十年（1515年），朱台涍去世，享年二十九歲，諡號榮僖。六年後，嫡長子朱鼒㮿襲爵。

## 家庭

### 妻
- 賈氏，西城兵馬副指揮賈富長女，弘治十八年（1505年）十二月冊為真寧王妃[4]。

### 子
- 嫡長子：真寧安惠王朱鼒㮿
- 第二子：鎮國將軍朱鼒柵
- 第三子：鎮國將軍朱鼒楠[8]